# 23 вересня
23 вересня — 266-й день року (267-й у високосні роки) в григоріанському календарі. До кінця року залишається 99 днів. Один з двох (нарівні з 22 вересня) днів осіннього рівнодення.

## Свята і пам'ятні дні

### Міжнародні
- Міжнародний день жестової мови. (2017)
- Міжнародний день проти сексуальної експлуатації та торгівлі жінками і дітьми.
- День боротьби з незавершеністю дітьми середньої школи. (2008)
- День шашок.

### Національні
- Аргентина: День політичних прав жінок і День громадських бібліотек.
- Бруней: Національний день вчителя.
- Бутан: Благословенний день дощу.
- Бразилія:
  - День промислових технічних фахівців.
  - Національний день морозива.
- Литва: День пам'яті жертв геноциду.
- Перу: День весни, дружби та молодості. (Día de la primavera, de la amistad y de la juventud)
- Киргизстан: День державної мови.
- Саудівська Аравія: День єдності королівства.
- Франція: День гастрономії.
- Японія: День осіннього рівнодення Сюбун-но-хі.

### Релігійні

#### Західне християнство
- Пам'ять папи Ліна;
- Пам'ять стигматика Піо з П'єтрельчини;
- Пам'ять святих Адомнана, Емілі Ґамелін[en], Кісси Кройландського[en], Соссія[en] Ксантипи і Поліксени[en], Соссія[en] та Теклі Іконійська.

#### Східне християнство[1]
- Зачаття чесного і славного пророка, Предтечі і Хрестителя Івана;
- Пам'ять преподобних жон Ксантипи та Поліксенії;
- Пам'ять мучениці діви Іраїди Олександрійської[en];
- Пам'ять мучеників Андрія, Івана і синів Іванових Петра та Антоніна.

## Іменини
✝  Католицькі: Адомнан, Андрій, Антоній, Бернардин, Богуслав, Вертислав, Емілі, Кісса, Костянтин, Ксантипа, Лін, Петро, Піо, Поліксена, Соссій, Текля.
✙ Православні: Андрій, Антонін, Іван, Іраїда, Ксантипа, Петро, Поліксенія.

## Події
- 1122 — імператор Священної Римської імперії Генріх V відновив право Папи Римського призначати єпископів і гарантував церкві повернення раніше захоплених церковних земель
- 1595 — іспанський уряд ухвалив рішення не винищувати індіанське населення Вест-Індії, а хрестити його, розділивши колонії на території місій
- 1648 — у битві під Пилявцями козацьке військо Богдана Хмельницького розбило польську армію[2].
- 1846 — Йоганн Готфрід Ґалле та Генріх Луї д'Арре відкрили Нептун, восьму планету Сонячної системи
- 1848 — американець Джон Куртіс зробив першу жувальну гумку
- 1913 — француз Ролан Гаррос першим перелетів через Середземне море
- 1918 — Рада Міністрів Української Держави ухвалила виділення морського міністерства в окреме відомство (поєднання обов'язків військового і морського міністрів в одній особі було тимчасовим заходом)
- 1919 — на спільному засіданні Директорії та уряду УНР і ЗУНР ухвалено рішення негайно розпочати воєнні дії проти армії Денікіна
- 1919 — почався єврейський погром у Фастові, влаштований білогвардійцями
- 1920 — відкрито Вінницьку філію Всенародної бібліотеки України ВУАН (у 1930 р. об'єднано з округовою бібліотекою ім. К. А. Тімірязева)
- 1921 — у Празі вийшов перший номер газети «Громадський вісник» — орган Українського громадського комітету
- 1932 — Султанат Неджд та Королівство Хіджаз об'єднані в одну державу — Королівство Неджду і Хіджазу
- 1938 — під час Всесвітнього ярмарку в Нью-Йорку закладено капсулу часу, яку повинні розкрити у 6939 році
- 1939 — Дрогобич передано німецькою армією червоноармійським військам
- 1944 — згідно з Люблінською угодою почалося переселення етнічних українців з Польської республіки в Українську РСР, а поляків — у зворотному напрямку
- 1945 — британо-французькі війська зайняли Сайгон — найбільше місто Південного В'єтнаму
- 1991 — Вірменія проголосила незалежність
- 1992 — на американському ядерному полігоні в штаті Невада здійснено останній ядерний вибух
- 1993 — Кабінет Міністрів України схвалив постанову «Про утворення Національної ради з географічних назв»
- 1998 — Рада Безпеки ООН ухвалила резолюцію 1199 — яка зобов'язала уряд Союзної Республіки Югославія припинити бойові операції в Косово
- 2002 — у Бельгії набрав чинності закон про евтаназію
- 2008 — презентація першої версії операційної системи «Android»
- 2023 — відкрилися 19-ті Азійські ігри в Ханчжоу, (Китай)
- 2024 — армія Ізраїлю розпочала масштабну антитерористичну операцію проти Хезболли на півдні Лівану.

## Народились

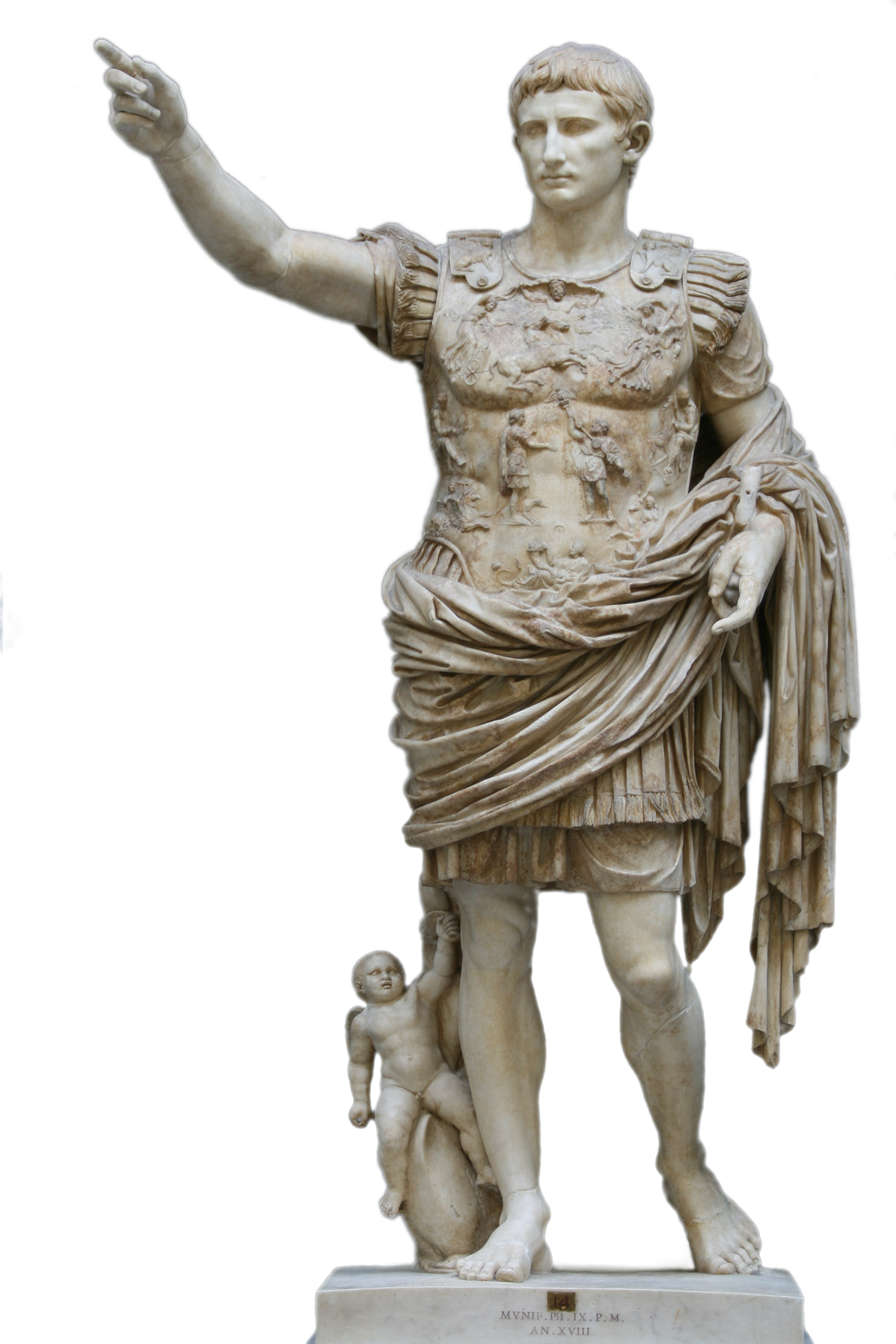
Статуя Октавіана Августа

- 63 до н. е. — Октавіан Август, римський імператор, на честь якого названий восьмий місяць року
- 1748 — Олексій Розумовський, державний діяч, граф. Син українського гетьмана Кирила Розумовського. Батько Антонія Погорільського, дід Олексія Толстого, прадід Софії Перовської.
- 1791 — Йоганн Франц Енке, німецький астроном
- 1861 — Роберт Бош, німецький інженер, який придумав свічу загоряння, засновник фірми «Bosch»
- 1872 — [[Крушельницька Соломія Амвросіївна|Соломія Крушельницька]], відома українська оперна співачка, педагог
- 1890 — Фрідріх Паулюс, німецький фельдмаршал, командувач 6-ю армії під Сталінградом
- 1899 — Луїза Невельсон, відома американська скульпторка-модерністка, народжена в Україні.
- 1900 — Володимир Кубійович, український громадсько-політичний діяч, географ, демограф, голова НТШ в Європі, головний редактор «Енциклопедії українознавства» (1965—1984).
- 1901 — Ярослав Сайферт, чеський поет, перекладач і журналіст, перший чеський письменник, який отримав Нобелівську премію (1984).
- 1903 — Олександр Івченко, український конструктор авіадвигунів, академік АН УРСР, Герой Соціалістичної Праці
- 1926 — Джон Колтрейн, американський джазовий музика, саксофоніст
- 1930 — Рей Чарльз — американський співак, засновник стилю соул
- 1935 — Маргарита Ніколаєва, українська радянська гімнастка, дворазова олімпійська чемпіонка (пом. 1993)
- 1939 — В'ячеслав Малець, український дитячий письменник («Голубий автобус», «Білина першого снігу», «Осінні хурделиці», та інш.)
- 1943 — Хуліо Іглесіас, іспанський співак
- 1968 — Чанґо Спасюк, аргентинський музикант чамаме і акордеоніст українського походження.
- 1976 — брати Валерій і Володимир Сидоренки, українські боксери, учасники Олімпійських ігор (Володимир — бронзовий призер)
- 1992 — Оксана Гаджій, українська поетеса

## Померли

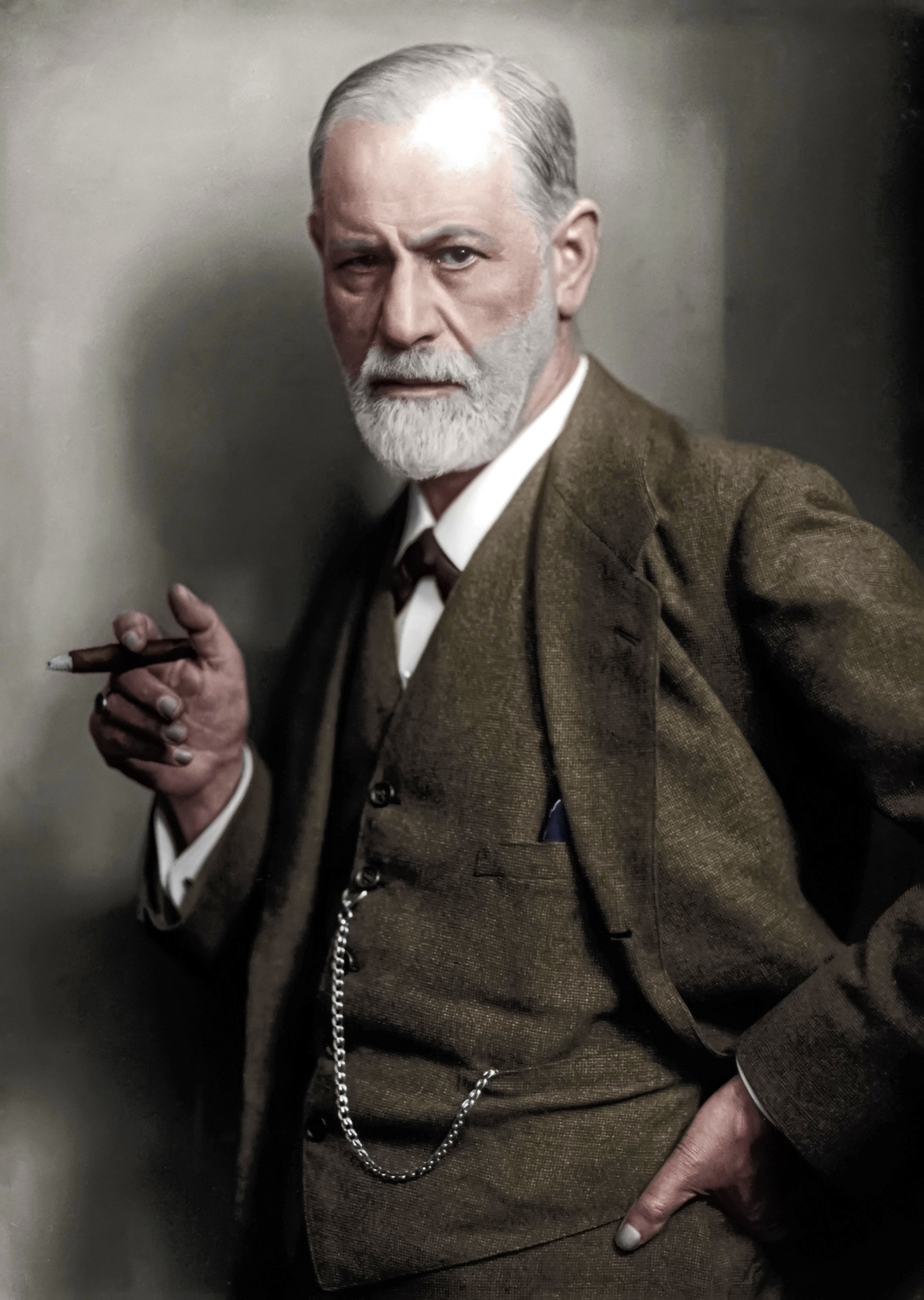
Зигмунд Фройд

- 1666 — Франсуа Мансар, французький архітектор, представник бароко.
- 1836 — Андрій Розумовський, граф, пізніше князь, дипломат, син останнього гетьмана України Кирила Розумовського, приятель і меценат Бетховена
- 1870 — Проспер Меріме, французький письменник
- 1929 — Ріхард Адольф Зігмонді, австрійсько-німецький хімік, лавреат Нобелівської премії з хімії 1925 року

- 1939 — Зиґмунд Фройд, австрійський психіатр і філософ, засновник психоаналізу (* 1856)
- 2001 — Тетяна Антонович, український лікар, громадський діяч, доктор медичних наук (1941)
- 2012 — Коррі Сандерс, екс-чемпіон світу з боксу, який попереднього дня був поранений в одному з ресторанів Преторії під час збройного пограбування
- 2016 — Сергієнко Олександр Федорович
- 2018 — Чарльз Куен Као, китайський, британський і американський інженер-фізик, автор ключових досліджень у галузі розробки та практичного застосування волоконно-оптичних технологій